# یواس‌اس بوت (ای‌پی‌ای-۶۸)
یواس‌اس بوت (ای‌پی‌ای-۶۸) (به انگلیسی: USS Butte (APA-68)) یک کشتی بود که طول آن ۴۲۶ فوت (۱۳۰ متر) بود. این کشتی در سال ۱۹۴۴ ساخته شد.